# Tito Puente
Ernesto Antonio "Tito" Puente (Nova Iorque, 20 de abril de 1923 — 1 de junho de 2000) é internacionalmente reconhecido por sua enorme e significante contribuição à música latina como um líder de banda, compositor, arranjador, percussionista e mentor. De ascendência porto-riquenha, é popularmente conhecido como "El rey del timbal" e "Rei do mambo", ele gravou mais de 100 álbuns, publicou mais de 400 composições, e ganhou cinco Grammy Awards. Embora ele tenha tocado jazz e salsa, Puente é um dos poucos músicos que merecem  o título de "lenda", principalmente por sua maestria no Mambo.
Enquanto Puente foi talvez melhor conhecido pelo seu álbum de mambo mais vendido de todos os tempo em 1958, Dance Mania, seu som elétrico continuou à trasncender as os laços de culturas e gerações.
Os talentos artístico de Puente primeiramente se desenvolveram no campo da dança. Foi trabalhar com o pianista cubano e líder de banda Jose Curbelo começando em dezembro de 1939. Ele tocou com Johnny Rodriguez, Anselmo Sacassas, o músico que inspirou seu estudo em piano, e Noro Morales.
Em Junho de 1942, ele se juntou à Orquestra Machito. Machito se tornou o primeiro mentor de Puente. Nesse momento Tito deixou Machito para tocar percussão para os Jack Cole dancers. Logo depois ele foi alistado na Marinha e serviu na Segunda Grande Guerra. Ele tocou saxofone e bateria com a banda no navio. Ele aprendeu como fazer arranjos com um piloto que tocava saxofone.
Nos anos 50 durante a era Palladium, a banda de Tito Puente foi uma das três melhores orquestras de New York City, juntamente com a orquestra de Machito e Tito Rodríguez. Mambo e chá-chá-chá eram a sensação do momento. A música com sua alta energia se tornou uma catalisadora para juntar pessoas de todas as raças e etnias. Puente dirigiu a onda da febre do mambo e se tornou um nome muito famoso.
Puente teve um tendência forte em direção ao jazz, o qual, ele "latinizou". Puente depois liderou dois grupos; uma orquestra e um grupo de jazz. Ele continuou a gravar ambos jazz latino e música latina com muitos diferentes artistas e suas próprias bandas.
Em 1979, ele ganhou seu primeiro de cinco Grammy Awards por seu álbum Homenaje a Beny, o qual, foi um tributo ao cantor cubano Beny More. Outros Grammy Awards vieram em 1983 por On Broadway; 1985 por Mambo Diablo; 1990 por Gosa Mi Timbal; e em 2000 por Mambo Birdland.
Puente foi homenageado com uma estrela na Hollywood Walk of Fame em 1990 e também em 1992 no filme Os Reis do Mambo. Também foi-lhe dada a Medalha Nacional de Arte pelo então presidente Bill Clinton em 1997 e foi homenageado pela Biblioteca do Congresso dos Estados Unidos em abril de 2000 como uma Lenda Viva. O The New York Times escolheu Dancemania de Puente como um dos 25 álbuns mais influentes do século XX. Seus outros prêmios e honrarias são muito numerosos para se listar.
Em sua vida, Puente gravou 120 álbuns, compôs mais de 450 canções, e tem mais de dois mil arranjamentos em seu crédito. Ele fez mais de dez mil performances ao vivo no mundo todo. Pouco depois de sua morte, se completou seu trabalho com um álbum com Eddie Palmieri lançado em 18 de julho de 2000.